# Сеп (река)
Сеп — река в России, протекает по Игринскому району Республики Удмуртия. Устье реки находится в 14 км по левому берегу реки Ита. Длина реки составляет 20 км.
Исток расположен севернее деревни Правая Кушья. Исток находится всего в километре к востоку от реки Лоза, но поскольку между истоком Сепа и Лозой находится цепь холмов, река течёт в противоположную сторону, на восток и северо-восток. Долина реки заселена, Сеп протекает деревни Михайловка, Сеп, Пежвай, Седойлуд и Квардавозь. Около последней впадает в Иту.
Притоки — Лудошур, Пежвай (левые); Порвайка (правый).

## Данные водного реестра
По данным государственного водного реестра России относится к Камскому бассейновому округу, водохозяйственный участок реки — Чепца от истока до устья, речной подбассейн реки Вятка. Речной бассейн реки — Кама.
Код объекта в государственном водном реестре — 10010300112111100032844.